# Andrzej Różycki (ok. 1682–1749)
Andrzej Różycki herbu Rola (ur. ok. 1682 - zm. 9 grudnia 1749) – generał major, szef regimentu dragonów królowej wojska koronnego, działacz ewangelicki.

## Życiorys
Był synem Andrzeja (zm. 1709) starosty żytomierskiego, i Anny z Chrząstowskich, podstarościanki sądeckiej. W 1705 rozpoczął karierę w wojsku koronnym w autoramencie cudzoziemskim. W 1710 był majorem regimentu arkabuzjerów szefostwa Jerzego Dominika Lubomirskiego, podkomorzego koronnego W 1715 występował jako podpułkownik tego regimentu. W 1715 obrany komisarzem uczestniczył w rokowaniach przedstawicieli konfederacji tarnogrodzkiej z wysłannikami królewskimi w Lublinie od 13 czerwca do 31 lipca 1716, a następnie jesienią w Warszawie. Dał się wtedy poznać jako obrońca praw dysydentów, które w przygotowanym traktacie zamierzano ograniczyć. W 1717, po reorganizacji komputu koronnego został pułkownikiem regimentu dragonów królowej. W  1740 był mianowany generałem majorem, a w 1741 występował jako szef regimentu dragonów imienia królowej i tytułował się generałem jazdy.
Był aktywnym działaczem kalwińskiej Jednoty małopolskiej. W latach 1728–1747 jako senior świecki Jednoty nadzorował jej finanse. W 1719 na sejmie grodzieńskim kontynuował zabiegi, rozpoczęte w  1716, o złagodzenie antydysydenckiego ustawodawstwa i praktyki sądowej. W 1735 ponownie był delegatem ewangelików na sejm, gdzie bezskutecznie starał się o zniesienie postanowień sejmu konwokacyjnego z 1733  dyskryminujących szlachtę niekatolicką. 
Prowadził skomplikowane transakcje majątkowe, ciągle powiększając swą własność. W 1710 uzyskał od stryjów zrzeczenie się ich praw do dziedziczonych wraz z braćmi dóbr po zmarłym ojcu. W 1712 występował jako dziedzic Karwowa a w 1713 jako właściciel części Bosowic. W posagu w 1711 żona Aleksandra Ludwika Dunin Karwicka  córka Stanisława podkomorzego sandomierskiego wniosła  mu Kostki Wielkie i Małe. Po objęciu dóbr karwickich stał się głównym patronem zboru w Sieczkowie oraz przywódcą małopolskiej szlachty ewangelickiej. Różycki nie pozostawił potomstwa. Dobra odziedziczyli potomkowie jego braci, spośród których na głównego spadkobiercę przeznaczony był Aleksander Różycki, syn Stefana. Andrzej Różycki pochowany został 15 grudnia zborze w Sieczkowie.